# دفتر الحقل
دفتر الحقل هو عبارة عن دفتر صغير الحجم مغلف بغلاف مقوى، يدون فيه الباحثون والجيولوجيون والمساحون المشاهدات والعلاقات المختلفة بين الظاهرات الجيولوجية الموجودة في المكاشف الصخرية، كما تدون فيه القراءات والبيانات التي يتم جمعها بالبوصلة والأجهزة المساحية المختلفة، مثل «التيودوليت» و«محطة الرفع المساحي المتكاملة».